# FC Callatis Mangalia
Callatis Mangalia – rumuński klub piłkarski z siedzibą w Mangalii założony w 1962 roku. Został rozwiązany cztery dni przed rozpoczęciem sezonu 2012/2013 drugiej ligi z powodu problemów finansowych. Ostatecznie został zgłoszony do rozgrywek czwartej ligi, w której zajął pierwsze miejsce.